# Lluita de classes (pel·lícula)
Lluita de classes (francès: La Lutte des classes) és una comèdia dramàtica francesa dirigida per Michel Leclerc estrenada el 2019. S'ha doblat al valencià per a À Punt.

## Sinopsi
A la localitat de Bagnolet, la Sofia, una advocada, manté una relació amb Paul, bateria del grup de punk rock Amadeus 77. Els seus caràcters xoquen, ja que ella és més ordenada, mentre que el seu company sempre ha mantingut les seves creences anarquistes. El seu fill Corentin, sobrenomenat Coco, va a l'escola pública més propera a casa seva. Veu que els seus companys abandonen l'escola pública per la privada del costat, en nom d'una educació suposadament millor. Els pares estan dividits davant el dilema entre respectar el mapa escolar en nom dels seus ideals de diversitat social i la voluntat de recórrer a una escola privada.

## Repartiment
- Leïla Bekhti: Sofia Belkacem
- Édouard Baer: Paul Clément
- Ramzy Bedia: Tewfik Bensallah
- Tom Levy: Corentin
- Baya Kasmi: Senyoreta Delamarre
- Laurent Capelluto: Senyor Toledano
- Claudia Tagbo: Senyora Traoré
- Eye Haïdara: Dounia